# Rashid Shafi Al-Dosari
Rashid Shafi Al-Dosari (in arabo راشد شافي الدوسري‎?; Doha, 8 maggio 1981) è un discobolo qatariota, campione asiatico della specialità nel 2002.
Nel 2003 ha subito una squalifica per doping di due anni fino al 29 novembre 2005.

## Palmarès
| Anno | Manifestazione           | Sede           | Evento           | Risultato | Misura  | Note                  |
| ---- | ------------------------ | -------------- | ---------------- | --------- | ------- | --------------------- |
| 1998 | Campionati asiatici      | Bangkok        | Lancio del disco | 9º        | 50,37 m |                       |
| 1998 | Mondiali juniores        | Annecy         | Lancio del disco | 8º        | 53,30 m |                       |
| 2000 | Olimpiadi                | Sydney         | Lancio del disco | 39º       | 54,47 m |                       |
| 2000 | Mondiali juniores        | Santiago       | Lancio del disco | 5º        | 58,29 m |                       |
| 2001 | Mondiali                 | Edmonton       | Lancio del disco | 24º       | 54,48 m |                       |
| 2002 | Campionati asiatici      | Colombo        | Lancio del disco | Oro       | 64,43 m | Record dei campionati |
| 2007 | Campionati asiatici      | Amman          | Lancio del disco | Argento   | 63,49 m |                       |
| 2007 | Mondiali                 | Osaka          | Lancio del disco | 11º       | 62,60 m |                       |
| 2007 | Giochi mondiali militari | Hyderabad      | Lancio del disco | Bronzo    | 60,03 m |                       |
| 2008 | Olimpiadi                | Pechino        | Lancio del disco | 10º       | 62,55 m |                       |
| 2010 | Giochi asiatici          | Canton         | Lancio del disco | 4º        | 60,98 m |                       |
| 2011 | Giochi mondiali militari | Rio de Janeiro | Lancio del disco | Argento   | 61,21 m |                       |
| 2013 | Campionati asiatici      | Pune           | Lancio del disco | 7º        | 58,66 m |                       |
| 2013 | Giochi della Francofonia | Nizza          | Lancio del disco | Argento   | 59,06 m |                       |
| 2014 | Giochi asiatici          | Incheon        | Lancio del disco | 7º        | 56,79 m |                       |